# Derolophodes tuberosus
Derolophodes tuberosus là một loài bọ cánh cứng trong họ Cerambycidae.